# Ambohitoaka
Ambohitoaka is een plaats en commune in het noorden van Madagaskar, behorend tot het district Mampikony, dat gelegen is in de regio Sofia. Tijdens een volkstelling in 2001 telde de plaats 22.902 inwoners.
Bij de plaats bevindt zich een lokaal vliegveld. De plaats biedt naast lager onderwijs ook middelbaar onderwijs aan. 90 % van de bevolking werkt als landbouwer en 5 % verdient zijn brood als visser. De belangrijkste landbouwproducten zijn rijst en uien; andere belangrijke producten zijn katoen en tabak. Verder is 2% actief in de dienstensector en heeft 3% een baan in de industrie.